# Cuervo ingenuo

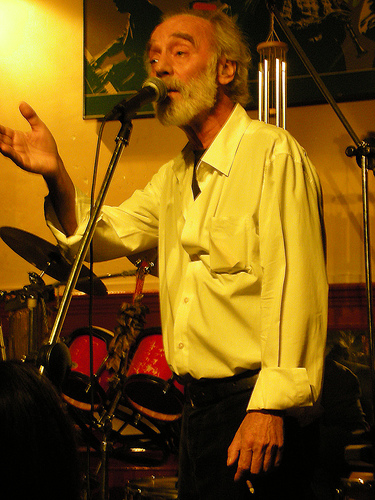
Javier Krahe durant un dels seus concerts.

Cuervo ingenuo (en català, Corb ingenu) és una cançó satírica del cantautor Javier Krahe, interpretada per primera vegada l'any 1986 per a l'àlbum en viu Joaquín Sabina y Viceversa en directe, de Joaquín Sabina. Va ser posteriorment inclosa en el directe de Krahe, Elígeme, el 1988, així com en el recopilatori Surtido selecto, de l'any 2000.
La cançó és una sàtira de l'ambigüitat ideològica del PSOE. Posa l'accent especialment en el gir respecte de l'entrada de l'estat espanyol a l'OTAN. Felipe González s'havia manifestat al principi a favor de la sortida d'aquesta organització. No obstant això, durant el referèndum en el qual havia de decidir-se la qüestió, el PSOE i Felipe González s'hi van mantenir a favor.
És considerada com la primera cançó censurada a Espanya després de la transició democràtica espanyola.

## Gènesi de la cançó

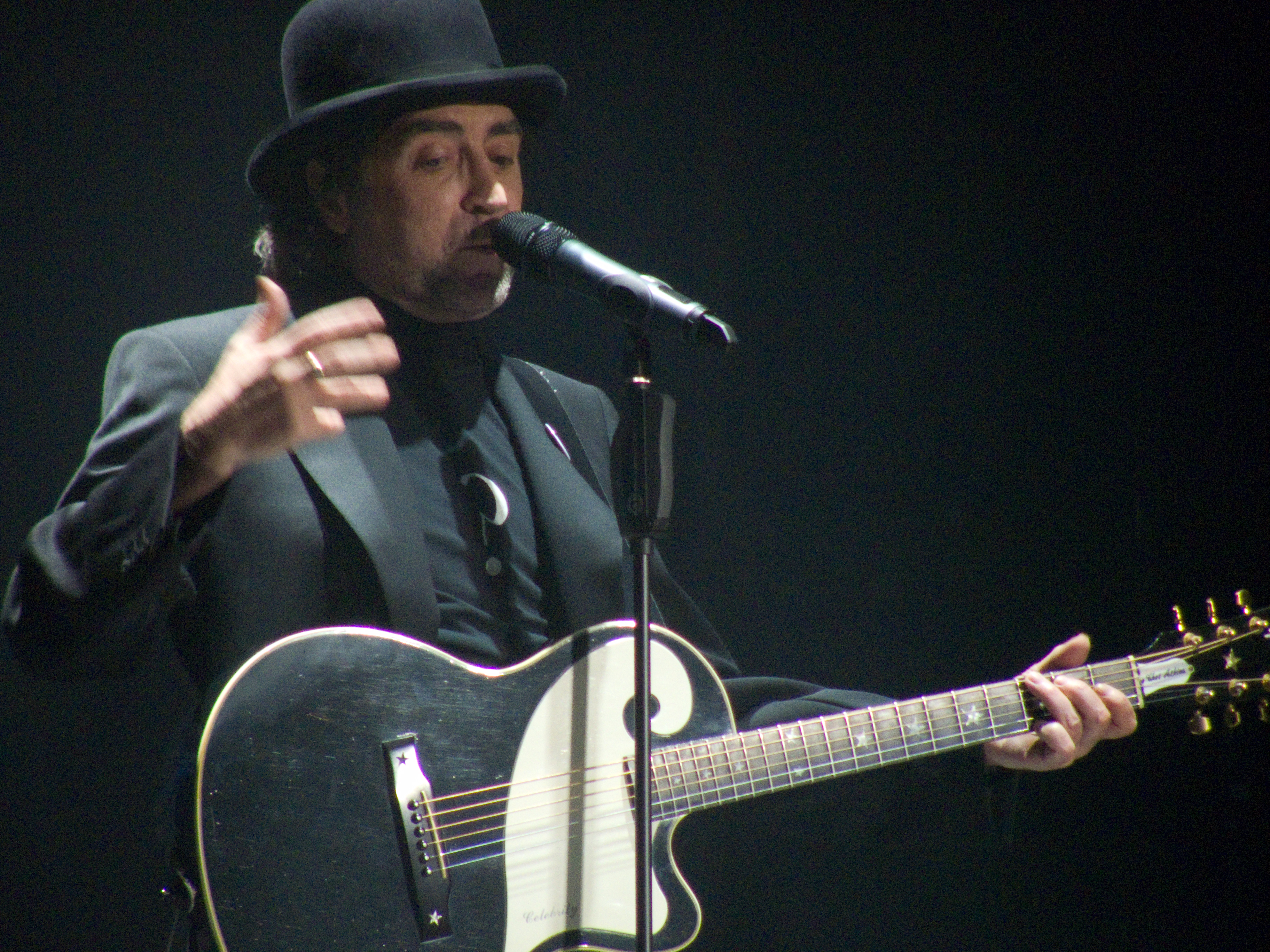
Cuervo ingenuo va ser interpretada per Krahe i Sabina durant un concert d'aquest darrer, emès en directe. No obstant això, al moment d'emetre el tema, el canal va donar pas a la publicitat.

Després d'haver-se separat artísticament, Joaquín Sabina li va demanar a Javier Krahe que toqués amb ell en un concert a Salamanca. Després d'una negativa inicial, al final Krahe va acceptar.
Krahe va prendre dels seus quaderns una cançó esbossada que en principi anava dirigida cap a Leopoldo Calvo-Sotelo després de l'anomenada crisi energètica. Alguns dels versos deien: "crisi d'energia:/ jo nedar en aigua freda,/ tu banyar-te en aigua calenta". No obstant això, la tornada original de la cançó al·ludia a Corb boig. Krahe va decidir canviar aquest adjectiu després de veure en un documental sobre els pellroges. En aquest reportatge hi apareixia un amerindi que es feia dir Corb boig i aquest indi li va semblar a Krahe "impressionant", "pel seu aspecte, [···] la seva forma d'estar", per la qual cosa va decidir que no podia fer servir aquest nom. Va ser llavors quan va decidir utilitzar el terme "ingenu", molt més del seu gust segons les seves pròpies paraules.

## Censura

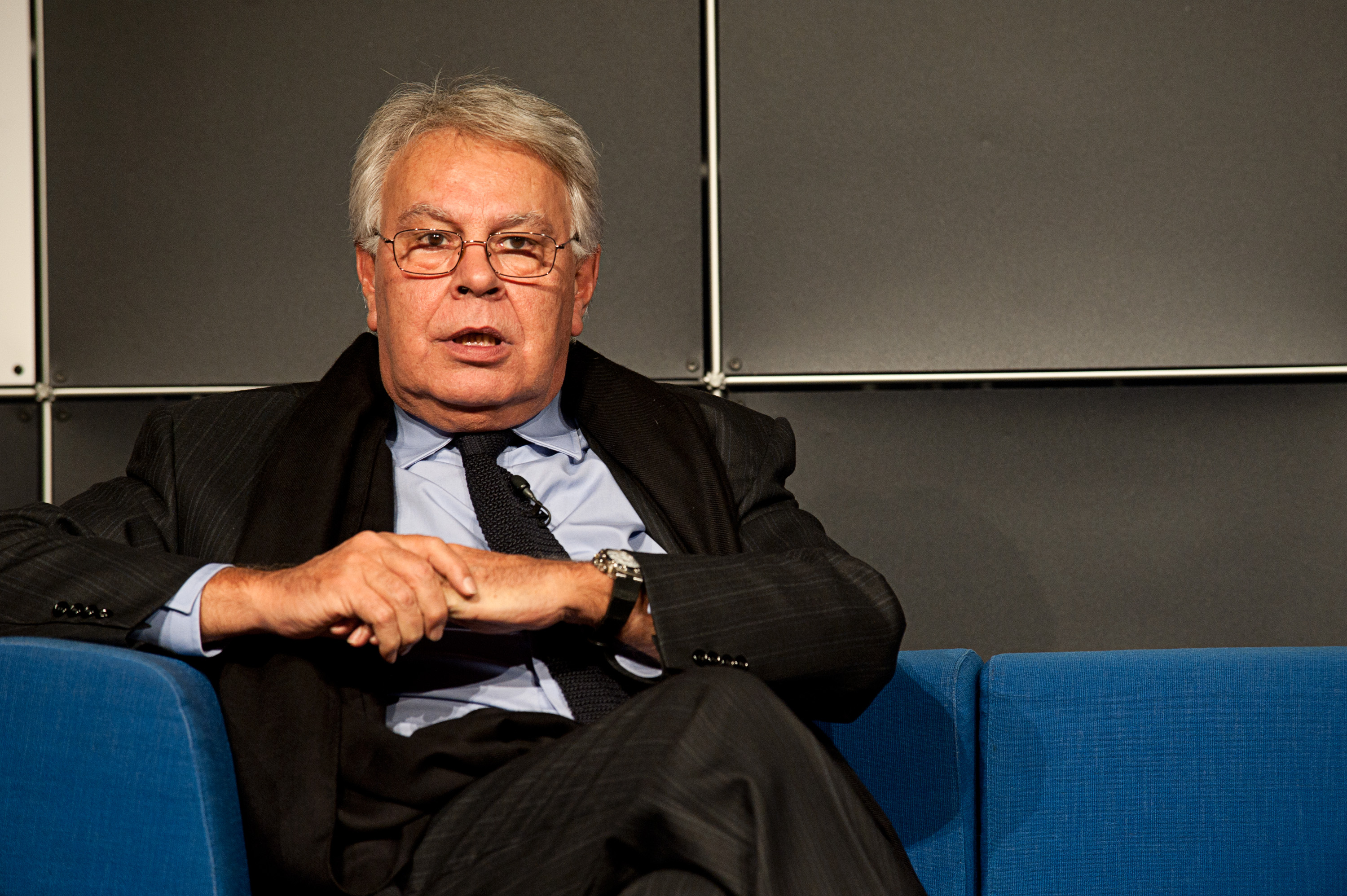
Felipe González, exsecretari general del PSOE i president del Govern d'Espanya entre 1982 i 1996, és el principal al·ludit a «Corb ingenu». La cançó critica la seva ambigüitat ideològica.

El 1986, la cançó havia de ser interpretada en directe a radiotelevisió espanyola durant un recital de Joaquín Sabina. No obstant això, just abans de començar i durant la interpretació, aquest canal va donar pas a la publicitat, de tal forma que no va poder escoltar-se. Això va ser considerat com un acte de censura dut a terme durant els "mesos de glòria" del govern de Felipe González. A més, durant el concert només es va mantenir encesa una càmera. Les altres van estar apagades per ordre del realitzador, José María Quero.
Per part de radiotelevisió espanyola la censura va ser justificada en la inconveniència que suposava emetre la cançó en època de precampanya del referèndum. Havien arribat a pressionar el propi Krahe perquè cantés fins i tot dues altres cançons. No obstant això, aquest s'hi va negar, "al·legant el seu dret a expressar la seva opinió sobre temes d'actualitat".
El propi Krahe va explicar que després d'aquella primera censura, els ajuntaments del PSOE van deixar de contractar-lo per als concerts, arribant fins i tot a anul·lar contractes que ja estaven signats.

## Conseqüències
Respecte de l'entrada d'Espanya a l'OTAN, Javier Krahe va rememorar una entrevista que va fer anys després i en la qual deia, a propòsit de Corb ingenu:
| «              | "En aquest punt no sé si tenia raó o no d'estar en contra de l'entrada d'Espanya a l'OTAN. El que sí sé és que tenia raó en què Felipe González era un mentider i que Felipe González parlava amb llengua de serpent". | » |
| — Javier Krahe | |   |

Krahe també va dir que va tenir coneixement que Felipe González va arribar a estar "personalment enfadat" amb ell. Fins i tot va afirmar que li van dir "no et puc repetir les coses que va dir de tu de tan dolentes que eren". Pel que fa a aquestes declaracions, Krahe va afirmar que li feien "sentir-se important".
Krahe ja s'havia manifestat públicament en contra de l'entrada d'Espanya a l'OTAN en la seva cançó «M'internaran», retransmesa a RTVE el 1984: "Potser sigui digna/ de lloança/ però jo no pinso signar/ cap bèl·lica aliança,/ cap bèl·lica aliança/ tindrà la meva empremta dactilar". Al moment d'incloure-la en el seu àlbum de 1987 Haz lo que quieras, Krahe va modificar la lletra per al·ludir a la censura a la qual va ser exposat.
El 2014, Pablo Iglesias, secretari general de Podemos, es va unir a Javier Krahe durant un concert d'aquest últim per cantar aquesta cançó.